# Първа подялба на Полша
Първата подялба на Жечпосполита, наричана също Първа подялба на Полша, става през 1772 година като първата от 3 поделби, които прекратяват съществуването на Полско-литовската държава до 1795 година.
Нарастването в силата на Руската империя, заплахите над Пруското кралство и хабсбургската Австрийска империя, е главният мотив за първото разделение. Фридрих Велики конституира разделянето, за да попречи на Австрия, ревнива от руските успехи срещу Османската империя, да отиде на война. Отслабналата земя на Жечпосполита, включително и земите, вече контролирани от Русия, се разпределят между по-силните съседи — Австрия, Русия и Прусия — за да се запази регионалния баланс на силите на трите държави в Централна Европа. Поради неспособността на Полша да се защитава ефективно и с чужди войски вече в държавата, Полският парламент (Сейм) ратифицира разделянето през 1773.

## Причини и предпоставки
В края на XVII век и началото на XVIII век, статутът на Полско-литовската държава е сведен от велика европейска сила до руски протекторат (или васал), като руският цар ефективно избира полско-литовските монарси по време на свободните избори и решава резултата на много от вътрешната политика на Полша, например по време на Репнинския Сейм, кръстен на руския посланик, който неофициално представлява процесите.
Първото разделяне се случва след като балансът на силите в Европа се мести с руските победи срещу османците в Руско-турската война (1768-1774), подсилвайки Русия и застрашавайки интересите на Хабсбургите в този регион (най-вече Молдавия и Влахия). В този момент хабсбургска Австрия обмисля започване на война с Русия.
Франция, приятелски настроена както към Русия, така и към Австрия, предлага серия от териториални промени, в които Австрия да е компенсирана с части от пруска Силезия, а Прусия на свой ред да получи Вармия и части от полски феод, Курландия и Семигалия, вече под германска хегемония. Крал Фридрих II няма никакво намерение да се раздели със Силезия, скоро спечелена в Силезските войни, но има интерес към намирането на мирно решение. Той също така се интересува от защитата на отслабващата Османска империя, която би могла изгодно да се използва в случай на война срещу Русия или Австрия.

## Начало на разделянето
Още през 1769-71 г. Австрия и Прусия превземат някои гранични територии на Жечпосполита, Австрия отнема окръг Спиш през 1769-1770 г., а Прусия – Лауенбург и Бютов. На 19 февруари 1772 г. във Виена е подписано споразумение за разделянето. Предишно споразумение между Прусия и Русия е било направено в Санкт Петербург на 6 февруари 1772 година. В началото на август руските, пруските и австрийските войски влизат едновременно в Полско-литовската държава и окупират провинциите, договорени между тях. На 5 август трите страни подписват договор за своите териториални печалби за сметка на Жечпосполита.